# Java-Klasse
Die Java-Klasse war eine Klasse von zwei Leichten Kreuzern der niederländischen Marine, die während des Ersten Weltkrieges gebauten wurden. Sie hießen Java und Sumatra, benannt nach Inseln in Niederländisch-Indien.  Die Java wurde am 27. Februar 1942 während der Schlacht in der Javasee von einem japanischen Torpedo versenkt; die Sumatra wurde am 29. April 1944 außer Dienst gestellt und der Royal Navy übergeben.

## Bau

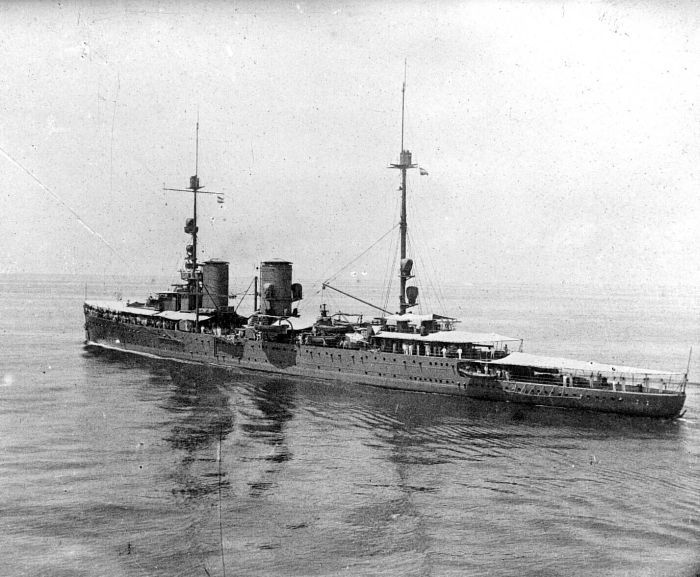
Die Java

Die Java-Klasse wurde im niederländischen Auftrag von der Germaniawerft in Kiel entworfen und auf niederländischen Werften gebaut. Sie sollten ein Gegengewicht zu den japanischen Kreuzern der Chikuma-Klasse darstellen und waren deshalb mit zehn 15,0-cm-Geschützen bewaffnet. Diese waren jedoch noch einzeln und lediglich mit Schutzschilden versehen aufgestellt und noch nicht in geschlossenen Geschütztürmen. Durch die Aufstellung der Geschütze (je zwei vorne und achtern sowie je drei an den Seiten) konnten nur sieben Geschütze in der Breitseite eingesetzt werden. Nach zahlreichen Verzögerungen wurden die Schiffe erst nach über neun Jahren Bauzeit fertig. Sie waren bereits zum Zeitpunkt ihrer Indienststellung praktisch veraltet.
Es wurden zwei Schiffe dieser Klasse gebaut, die Java und die Sumatra. Der Bau des geplanten dritten Kreuzers Celebes, der als Flottenflaggschiff vorgesehen war und etwas größer gewesen wäre, wurde noch vor Baubeginn storniert.

## Geschichte und Einsatz
Beide Schiffe waren bis zum Zweiten Weltkrieg im Dienst. Während des Spanischen Bürgerkriegs und während des Zweiten Weltkrieges wurden beide Kreuzer größtenteils zum Konvoischutz eingesetzt. Nach dem deutschen Angriff auf die Niederlande ab dem 10. Mai 1940 transportierte die Sumatra Mitglieder des Niederländischen Königshauses nach Kanada. Bei Ausbruch des Krieges im Pazifik befand sich die Java in Niederländisch-Indien und war Teil der ABDA-Flotte, die versuchte, den japanischen Vormarsch in Richtung der britischen und niederländischen Kolonien in Südostasien zu unterbinden. Dabei wurde der Kreuzer während der Schlacht in der Javasee versenkt. Die Sumatra wurde 1944 bei der Landung in der Normandie zusammen mit anderen veralteten Schiffen als Wellenbrecher für einen Mulberry-Hafen versenkt.

## Liste der Schiffe
| Name    | Bauwerft                                          | Kiellegung                 | Stapellauf                 | Indienststellung           | Verbleib |
| ------- | ------------------------------------------------- | -------------------------- | -------------------------- | -------------------------- | --- |
| Java    | Koninklijke Maatschappij „De Schelde“, Vlissingen | 31. Mai 1916               | 9. August 1921             | 1. Mai 1925                | versenkt am 27. Februar 1942 durch Torpedotreffer während der Schlacht in der Javasee                                  |
| Sumatra | Nederlandse Scheepsbouw Maatschappij, Amsterdam   | 15. Juli 1916              | 29. Dezember 1920          | 26. Mai 1926               | am 29. April 1944 außer Dienst gestellt und am 9. Juni 1944 als Wellenbrecher vor Ouistreham (Mulberry-Hafen) versenkt |
| Celebes | Wilton-Fijenoord, Rotterdam                       | Bauauftrag 1919 annulliert | Bauauftrag 1919 annulliert | Bauauftrag 1919 annulliert | Bauauftrag 1919 annulliert                                                                                             |